# Ray Hartley
Raymond "Ray" Hartley là một cầu thủ bóng đá người Anh từng thi đấu ở vị trí wing half. Ông thi đấu 1 trận ở Football League Third Division North cho Nelson ở mùa giải 1921–22.